# Si Demain... (Turn Around)
A Si Demain... (Turn Around) Bonnie Tyler és Kareen Antonn nagy sikerű, 2004-es duettje. 12 év után ez Bonnie Tyler ismételt listavezető dala, amely 3 európai országban hetekig uralta az első helyet és platinalemezzel jutalmazták. A dalból összesen 2.778.000 példány kelt el 2004 és 2012 között.

## A dalról

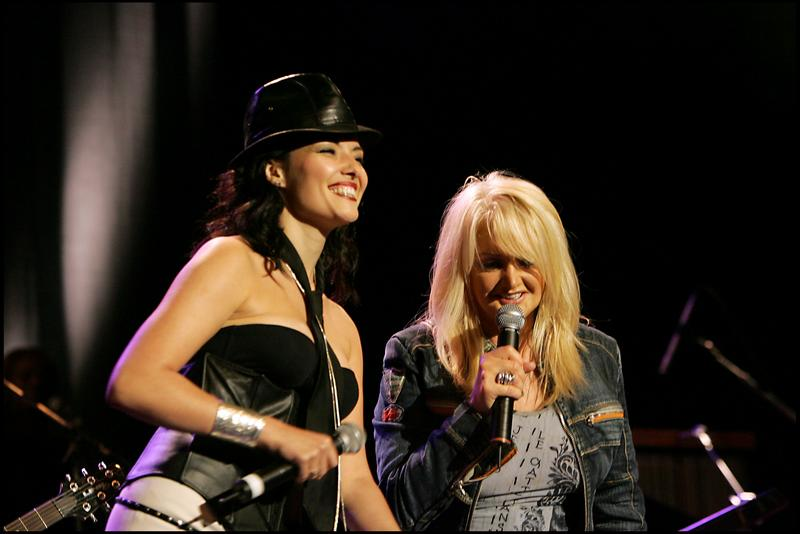
Bonnie és Kareen a párizsi La Cigalé-ban

Kareen Antonn francia énekesnő barátja, Emanuelle Pribys írta át Bonnie Tyler nagy sikerű 1983-as világslágerét francia nyelvre, majd Antonnal felvették a demót és elküldték Bonnie-nak. Tylert teljesen lenyűgözte Kareen hangja és beleegyezett a közös duettbe.
Bonnie egy interjújában elmondta, hogy nem gondolta volna annak idején, hogy valaha a Total Eclipse of the Heart című dalát közösen énekelje valakivel. Nem tudta, hogy Kareen már befutott sztár-e Franciaországban vagy még csak kezdő, de amit a demón hallott, az teljesen lenyűgözte. Amikor Kareen megkérte, hogy duettben énekeljék el, azonnal igent mondott, csupán attól félt, hogy franciául van a szöveg nagy része, de Kareen ezt az akadályt segítette legyőzni.
Nem sokkal később Tyler Franciaországba utazott felénekelni az új dalt, ami alig pár óra alatt megtörtént. Már akkor sejteni lehetett, hogy hatalmas siker lesz. 2003 december 19-én adták ki az első kislemezt Franciaország, Belgium és Svájc részére. A nagy sikerre való tekintettel Bonnie és Kareen az 1977-es It's a Heartache símű slágert is felénekelték francia/angol nyelven amit 2004 június 7-én adtak ki. A dal nem érte utol a Sí Demain sikereit, de szép helyezéseket ért el a francia, belga és svájci slágerlistákon.

## Videó
A videóklipet Kanadában rögzítették. Kareen és Tyler egy faház teraszán ülnek, esik a hó, Kareen egy kiskutyát tart az ölében, Bonnie forró teát kortyolgat. A klipben Kareen egy levelet hagy hátra szerelmének, aki még alszik, majd nekivág a havas országútnak. Tyler felveszi autójába és szerelemről, szenvedélyről énekelnek.

## Promóció
Bonnie és Kareen 2004 januárjában több francia televíziós műsorban is előadták duettjüket. 2004. április 3-án a TF1, Les 101 sosies de stars című műsorban és ekkor kapták meg a platinalemezt is. Bordeaux-ban a Chaban-Delmas Stadionban több tízezer ember előtt léptek fel.

## Feldolgozások
Hihetetlen népszerűségnek örvendett a dal a televíziós tehetségkutatókban fellépő énekesek között is. A Star Academy című tehetségkutatóban adták elő a dalt, valamint egy kanadai show műsorban.

## Formátumok, verziók
Online maxi single
1. "Si demain… (Turn Around)" (radio version) – 3:54
2. "Si demain… (Turn Around)" (album version) – 4:10
3. "Si demain… (Turn Around)" (music video) – 3:47
4. "Si demain… (Turn Around)" (karaoke) – 3:54
5. "Si demain… (Turn Around)" (karaoke szöveggel) – 3:47

CD single
1. "Si demain… (Turn Around)" (radio version) – 3:54
2. "Si demain… (Turn Around)" (album version) – 4:10
3. "Si demain… (Turn Around)" (Kareen Antonn) – 3:52

Albumok
- Simply Believe (Bonnie Tyler)
- Hit Collection (Bonnie Tyler)
- From The Heart – Bonnie Tyler Greatest Hits (Bonnie Tyler)

## A produkció
- Zene, szöveg: Jim Steinman; Emanuelle Pribys
- Producer: Faouze; Krem, Wallid Barkati
- Executive producer : Lynda Ramdane
- Francia adaptáció : Emmanuel Pribys
- Vokál: F. Llado, J.-N. Sombrun, F. Godebout, D. Goury, M. Ducret, J. Stage, B. Bishop
- Gitár:S. Heurtault, K. Rustam
- Basszus: J. Stage

## Toplista
| Chart (2004)                  | Legjobb helyezés |
| ----------------------------- | ---------------- |
| Franciaország SNEP            | 1                |
| Belgium                       | 1                |
| Lengyelország                 | 1                |
| Lengyel RMF FM Radio Chart    | 1                |
| Lengyel Pip Paf Airplay Chart | 1                |
| World Chart                   | 3                |
| EU Singles Chart              | 4                |
| Svájc Top 100 Single          | 7                |
| Svájc                         | 9                |
| EU Top 40                     | 10               |
| Francia Airplay Chart         | 12               |
| World Top 40 Airplay          | 27               |
| United World Chart            | 37               |
| World Top 40 Singles          | 41               |
| Orosz Airplay                 | 155              |

## Díjak
Si Demain
| Ország        | Minősítés | Dátum            | Eladott darabszám |
| ------------- | --------- | ---------------- | ----------------- |
| Belgium       | Platina   | 2004 április 10. | 50 000            |
| Franciaország | Platina   | 2004 május 6.    | 500 000           |
| Svájc         | Arany     | 2004             | 25 000+           |

Si Demain
- SNEP Díj: Legjobb dal "Sí Demain"
- Les Hits De Diamand: Sí Demain
- Világszerte 2 millió eladott lemez

Si Tout S'arrete
| Ország  | Minősítés | Dátum | Eladott darabszám |
| ------- | --------- | ----- | ----------------- |
| Belgium | Arany     | 2004  | 25 000+           |